# 2023年新北市國中殺人案
2023年12月25日，臺灣新北市土城區的學校發生一起割喉案，一位郭姓國三生持彈簧刀朝隔壁班的楊姓國三生連刺10刀，造成楊生死亡。

## 事發經過
2023年12月25日中午午餐時間，林芷妘前往楊姓男學生的班級找另一名女同學聊天，楊生因林芷妘非同班同學要求林芷妘離開。林芷妘心生不滿，便回班上找「乾哥」郭秉紳以及其他同學助陣，郭秉紳一行人與楊生發生口角，而後演變成肢體衝突，過程中郭秉紳拿出預藏好的彈簧刀攻擊楊生，致其頸部、胸部中刀造成其大量失血因而失去意識。
當救護人員抵達現場時，發現楊生因大量失血已無呼吸心跳，隨後將其送往亞東紀念醫院。醫院緊急為楊生裝上葉克膜，並進行了緊急手術。楊生在治療過程中一度恢復生命跡象，但最終於26日晚間仍宣告不治，新北市政府教育局於27日早上證實楊生死訊。

## 調查
新北市政府警察局土城分局帶回郭秉紳與涉嫌教唆的林芷妘偵訊，在2023年12月25日晚間11點多依殺人未遂罪嫌將2人依殺人未遂移送新北地方法院少年法庭處理。法官審理後裁定將行凶的郭秉紳收容、涉嫌教唆的林芷妘則交由監護人責付。但楊生於12月26日宣告不治後，有媒體稱檢方決定將郭秉紳從殺人未遂罪改為殺人罪，新北地檢署表示並無此事。林芷妘疑有使用手機串證行為，警方對新北地院的請求核發同行書和搜索票遭到兩次駁回，經媒體報導後，林芷妘於2024年1月4日在律師陪同下至警局製作筆錄，並於1月8日新北地方法院少年法庭裁定將林芷妘收容。
2024年3月21日，新北地方法院少年法庭裁定將郭秉紳、林芷妘，移送新北地檢署偵辦。4月12日，新北地檢署檢察官認為2名皆有滅證、勾串、逃亡之虞且最輕本刑5年以上有期徒刑之罪，向新北地檢署聲請羈押禁見，新北地方法院少年法庭裁定羈押禁見。5月9日，新北地檢署檢察官依「殺人罪」起訴林芷妘和郭秉紳。新北地檢署表示，因少年事件處理法等規定，本案不會提供新聞稿、起訴書等資料，亦不會對案情進行說明。5月14日上午，林芷妘和郭秉紳2人連人帶卷移審新北地院少年法庭，新北地院少年法庭裁定2人均羈押禁見。
9月30日上午，臺灣新北地方法院一審宣判，郭秉紳處有期徒刑9年、林芷妘處有期徒刑8年。新北地檢署認為量刑過輕，會提出上訴。

## 各界反應
校方
校方表示犯案學生與死者無怨無仇，此事件為偶發事件，並且於26日於事發現場的兩個班級啟動入班心理諮商輔導、換教室上課，27日在校門口公告暫停對外開放。
媒體
據媒體報導，犯案的郭生有傷害前科，5月才離開少年觀護所，曾不只一次攜帶刀械到學校，並且自稱與林生有天道盟太陽會及華山幫背景。但是這兩大幫會隨即否認郭生是他們的成員，並祭出「永久封殺令」自保。
政治人物
總統蔡英文表示「向逝去的學生與他的家屬，致上最深的哀悼及慰問」。
在2024年中華民國總統選舉第三場總統候選人政見發表會上，民主進步黨候選人賴清德、中國國民黨候選人侯友宜和台灣民眾黨候選人柯文哲均就事件發表評論。
教育部部長潘文忠表示會考慮評估增加校安人力。

#### 當事人家屬
受害者家屬透過校方發表的聲明中堅決反對廢除死刑，呼籲政府重新審視和修訂相關的少年法律及其配套措施。
男性被告（郭姓）父親：表示「希望兒子被收押關起來」。
女性被告（林姓）父母：表示「女兒覺得委屈，只是找乾哥告狀，不知會變成這樣」、「她已經在反省」

### 政府機構
衛生福利部
衛生福利部表示，若是傳播割頸案少年之記事、照片等資料，依《兒童及少年福利與權益保障法》69條規定，最高可開罰新台幣3萬元以上、15萬元以下罰鍰。
新北市政府教育局
教育局派駐輔導諮商中心社工進駐，提供國三12個班級學生和導師心理諮商輔導。
臺灣新北地方法院
臺灣新北地方法院表示Dcard、PTT等社群媒體出現網友肉搜登載的涉案少年的記事、照片等資料，相關行為違反《少年事件處理法》83條規定。

### 社會組織
廢死聯盟回應次事件表示「以暴不能制暴」，並且提出「重刑化無助減少犯罪」、「偵查不公開，對未成年人更應加以保護」、「重視心理輔導機制」三點呼籲。

## 參看
- 葉永鋕事件
- 旭光高中性侵案
- 成淵國中集體性騷擾案
- 臺北市文化國小襲擊事件